# Molonou
Molonou  è una città e sottoprefettura della Costa d'Avorio appartenente al dipartimento di Tiébissou. Conta una popolazione di 20 140 abitanti (censimento 2014).